# Julia Schmidt (Malerin)
Julia Schmidt (* 1976 in Wolfen) ist eine deutsche Malerin.

## Vita
Julia Schmidt studierte von 1995 bis 1998 an der Hochschule für Grafik und Buchkunst Leipzig und von 1998 bis 2000 an der Glasgow School of Art. Ihre Werke sind von Minimalisierung und Verzicht geprägt. So malte sie beispielsweise verworfene Druckstöcke von Edgar Degas, Leinwandrückseiten bekannter Gemälde oder Bilder, die Wasserschäden erlitten haben.
Seit 2012 lehrt Julia Schmidt als Professorin für Malerei an der Kunstakademie Münster. Schmidt lebt und arbeitet in Berlin.

## Auszeichnungen – Preise
- 2006 Kunstpreis der Sachsen Bank
- 2008 Villa-Romana-Preis
- 2011 Stipendiatin in der Deutschen Akademie Rom Villa Massimo[1]

## Ausstellungen (Auswahl)
2007 hatte sie im Museum der bildenden Künste Leipzig ihre erste große Einzelausstellung mit dem Titel „Tourism and Painting“, das Jahr zuvor hatte sie mit der Ausstellung „New Fabrics“ in der Casey Kaplan Gallery ihre erste Einzelausstellung in New York City. Ihre Werke wurden auf verschiedenen Sammelausstellungen gezeigt, so zum Beispiel: 2017 in die Galerie für Zeitgenössische Kunst, Leipzig, 2012 in die Kestnergesellschaft, Martin-Gropius-Bau und Magazin4, Bregenzer Kunstverein, 2007 in der Kunsthalle Düsseldorf, 2005 auf der Prague Biennale und im Museum zeitgenössischer Kunst (MSU) in Zagreb, 2004 in der Kunsthalle Fridericianum in Kassel und 2000 in der Transmission Gallery Glasgow.